# Donje Čarađe
Donje Čarađe (cyr. Доње Чарађе) – wieś w Czarnogórze, w gminie Nikšić. W 2011 roku liczyła 67 mieszkańców.